# モンシロドクガ
モンシロドクガ（紋白毒蛾、学名:Sphrageidus similis）は、チョウ目ドクガ科に属するガの一種である。

## 分布
日本全国、朝鮮半島、シベリア、ヨーロッパに分布。

## 形態
成虫の両翅は純白で、前翅後縁部に黒褐色もしくは薄い茶色の紋があるが、時に無紋の個体もいる。開張24 - 39mm。幼虫の体長は約25mm。2齢以降の幼虫は、胴体の背面および側面に毒針毛をそなえる。幼虫の色彩には黒色型（バラ科食）と黄色型（クワ類食）があり、前者は寒地、後者は暖地に多いとされる。黄色型は白黄色の地に黒い斑点が縦に並び、頭と尾は赤色を帯びる。黒色型はキドクガやリンゴケンモンの幼虫に似ている。

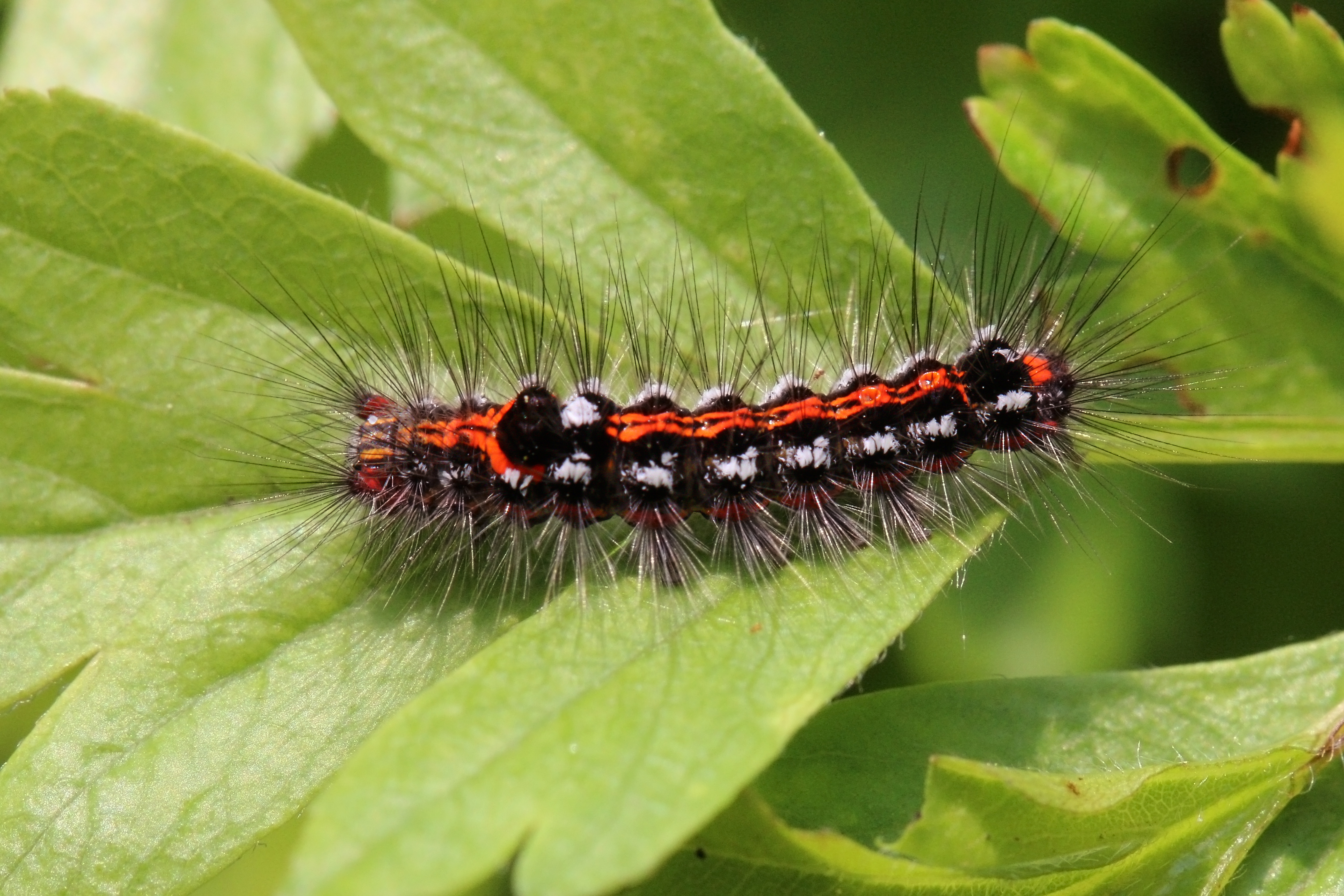
幼虫（黒色型）英国産
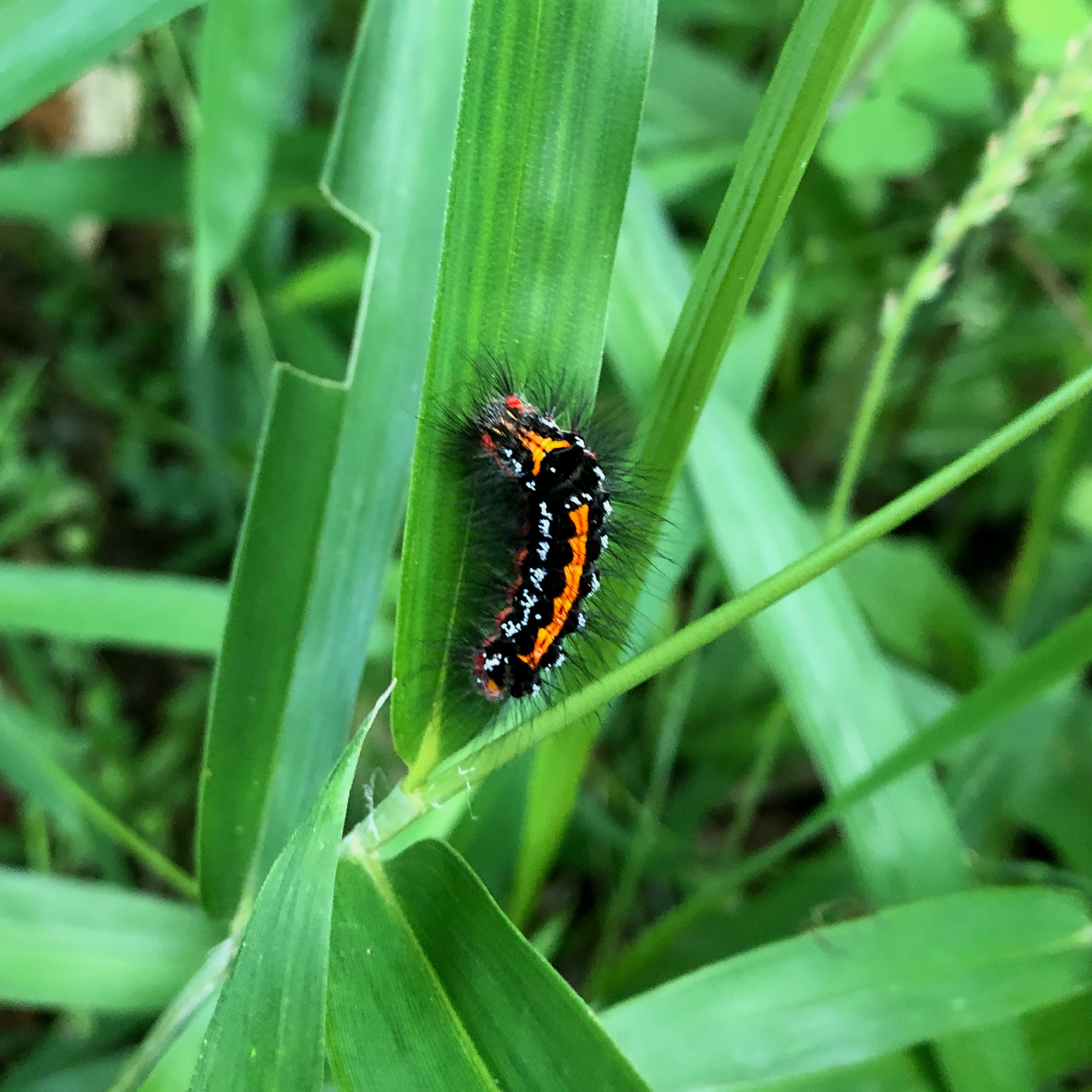
幼虫（黒色型）愛知県産

## 生態
年に2 - 3回発生する。平地に多く、成虫は関東では5 - 6月、8 - 9月ごろに出現する。幼虫で越冬する。越冬した幼虫は5月下旬頃蛹化する。雌は葉裏に卵塊を産み付ける。若齢幼虫は群集するが老熟すると分散する。繭は楕円形で褐色の糸に体毛を混ぜる。繭、成虫、卵、1齡幼虫ともに終齢幼虫の毒針毛を継承するため、一生を通じ毒針毛をもつことになる。

## 食草
幼虫はサクラ、ウメ、クリ、クワなどを食草とする。